# Martin Steffes-Mies
Martin Steffes-Mies (12 de enero de 1967) es un empresario y deportista alemán que compitió en remo.
Ganó cuatro medallas de oro en el Campeonato Mundial de Remo entre los años 1989 y 1993.
Es hijo del remero Josef Steffes-Mies. Estudió Gestión de Ingeniería y trabajó como director de proyectos para las firmas Roland Berger y Kampa.

## Palmarés internacional
| Representando a la RFA   |                          |                |                  |
| Campeonato Mundial       |                          |                |                  |
| Año                      | Lugar                    | Medalla        | Prueba           |
| 1989                     | Bled (Yugoslavia)        | Medalla de oro | Ocho con timonel |
| 1990                     | Tasmania (Australia)     | Medalla de oro | Ocho con timonel |
| Representando a Alemania |                          |                |                  |
| Campeonato Mundial       |                          |                |                  |
| Año                      | Lugar                    | Medalla        | Prueba           |
| 1991                     | Viena (Austria)          | Medalla de oro | Ocho con timonel |
| 1993                     | Račice (República Checa) | Medalla de oro | Ocho con timonel |